# Waldemar Quapp
Waldemar Quapp (* 29. Januar 1970 in Qaraghandy, Kasachische SSR, Sowjetunion) ist ein ehemaliger deutscher Eishockeytorwart, der unter anderem für den EC Ratingen in der Bundesliga und die Frankfurt Lions in der Deutschen Eishockey Liga (DEL) aktiv war.

## Karriere
Waldemar Quapp begann seine Karriere in der Saison 1985/86 beim sowjetischen Zweitligisten Awtomobilist Karaganda. In seiner ersten Saison absolvierte der Torwart vier Spiele und kassierte dabei zwölf Tore. Während seines Militärdienstes spielte er ab 1988 beim Armeeclub SKA Nowosibirsk in der zweithöchsten sowjetischen Spielklasse, ehe er nach zwei Spielzeiten zu seinem Heimatclub nach Karaganda zurückkehrte, wo er für eine Saison blieb. 1991 wechselte Waldemar zu den Ratinger Löwen und 1993 zum SV Bayreuth, für den er bis zur Insolvenz zum Jahreswechsel 1993/94 22 Spiele absolvierte. 
Anfang 1994 wechselte er zum ECD Sauerland. In der Saison 1994/95 bestritt Quapp sieben Spiele für die Frankfurt Lions in der Deutschen Eishockey Liga (DEL). Die weiteren Stationen waren EV Landsberg, ERSC Amberg und EV Ravensburg. Bei seinem letzten Verein EV Lindau stand er von 2006 bis 2013 unter Vertrag.

## Familie
Waldemar Quapp ist der Vater des Eishockeytorwarts Nikita Quapp, der unter anderem bereits für die Krefeld Pinguine und Eisbären Berlin in der DEL aktiv gewesen ist.